# Kazimieras Bizauskas
Kazimieras Bizauskas, Kazys Bizauskas (ur. 14 lutego 1893 w Pāviloście w Kurlandii, zm. 26 czerwca 1941 w Bigosowie na Białorusi) – litewski polityk chadecki i dyplomata, sygnatariusz Aktu Niepodległości Litwy z 16 lutego 1918 roku. 

## Życiorys
W młodości pobierał nauki w gimnazjum w Mitawie, w latach 1906–1908 przebywał w Szwajcarii. Po powrocie na Litwę uczęszczał do gimnazjum Winogradowa w Wilnie, jednak egzamin maturalny złożył ostatecznie w kowieńskiej szkole grafa Płatowa. Jako nastolatek nawiązał współpracę z katolickimi czasopismami „Draugija”, „Ateitis”, „Šaltinis”, „Viltis”, „Vienybė”. 
Od 1913 do 1915 roku studiował prawo na Uniwersytecie Moskiewskim, przyłączając się do działalności litewskiego ugrupowania narodowego „Rūta”. W 1914 roku został redaktorem czasopisma „Rygos garsas”. W 1915 roku wrócił na Litwę, osiadł w Poniewieżu, gdzie pracował jako nauczyciel gimnazjalny i inspektor szkolny. Zasiadał w lokalnej radzie miejskiej oraz zarządzie miejskim Poniewieża. 
We wrześniu 1917 roku wybrano go członkiem Taryby, był jednym z jej sekretarzy, a od 1918 do 1919 roku sekretarzem generalnym. 16 lutego 1918 roku złożył swój podpis pod Aktem Niepodległości Litwy. Na początku 1919 roku został wysłany do Londynu, by lobbować za dyplomatycznym uznaniem Litwy przez mocarstwa zachodnie, był również przedstawicielem dyplomatycznym przy RFSRR. W latach 1920–1922 był ministrem oświaty, później kontynuował karierę dyplomaty, m.in. jako poseł Litwy w Stanach Zjednoczonych, przy Stolicy Apostolskiej, na Łotwie, w Wielkiej Brytanii i Holandii (1924–1931). 
W 1941 roku aresztowany przez NKWD i wywieziony w kierunku wschodnim. Ostatnim znanym miejscem jego pobytu pozostaje Bigosowo na Białorusi.